# NGC 723
NGC 723 è una galassia a spirale situata nella costellazione della Balena, a una distanza di circa 60 milioni di anni luce dalla nostra Via Lattea.

## Scoperta
La galassia è stata scoperta il 26 ottobre 1785 dall'astronomo britannico di origine tedesca William Herschel. La galassia è stata successivamente osservata nel 1830 da John Herschel e inserita nel New General Catalogue con la designazione NGC 724, che quindi rappresenta un duplicato di NGC 723.

## Descrizione
NGC 723 ha una classe di luminosità II-III e presenta una larga riga a 21 cm dell'idrogeno neutro.
Nella galassia sono presenti anche regioni di idrogeno ionizzato.